# Rhaphidophora cavernicola
Rhaphidophora cavernicola är en insektsart som beskrevs av Lucien Chopard 1916. Rhaphidophora cavernicola ingår i släktet Rhaphidophora och familjen grottvårtbitare. Inga underarter finns listade i Catalogue of Life.